# Pozo del Hato (Santurce)
|                                                  |                                                         |
| Coordenadas                                      | 18°26′56″N 66°4′7″O / 18.44889, -66.06861               |
| Entidad • País • Territorio • Municipio • Barrio | Sub-barrio Estados Unidos Puerto Rico San Juan Santurce |
| Superficie                                       | 0,18 km² (0,07 mi²)                                     |
| Población • Densidad poblacional                 | 137 (2000) 774,1 km² (2.004,8 mi²)                      |

Pozo del Hato es uno de los cuarenta “sub-barrios” del barrio Santurce en el municipio de San Juan, Puerto Rico. De acuerdo al censo del año 2000, este sector contaba con 137 habitantes y una superficie de 0,18 km². Reconocido mundialmente por ser centro de actividad comercial de anuncios de clasificados de Facebook. Posee el récord de la mayor cantidad de anuncios de clasificados en Facebook per cápita y por km² de Puerto Rico.